# 佩拉莱达德圣罗曼
佩拉莱达德圣罗曼，是西班牙埃斯特雷马杜拉卡塞雷斯省的一个市镇。总面积62平方公里，总人口400人（2001年），人口密度6人/平方公里。